# 사이드 아우이타
사이드 아우이타(아랍어: سعيد_عويطة)는 전 모로코의 육상 선수(1959년 11월 2일 ~ )이다.
모로코의 해안도시 케니트라에서 태어난 아우이타는 세계적으로 널리 알려진 최초의 아랍 국가 선수중 하나였다.
아우이타는 800m와 10,000m 사이의 모든 거리를 커버하면서 가장 만능적인 중거리와 장거리달리기 선수들 중의 하나로 5000m에서 자신의 위대한 국제적 성공을 거두었으며, 1984년 로스앤젤레스 올림픽과 1987년 세계 육상 선수권 대회에서 그 종목을 우승하였다.
그는 또한 세계 기록을 12분 58.39초로 낮추어 13분 아래로 달린 첫 선수가 되었다. 또한 1500m, 2000m와 3000m에서 세계 기록을 세우고, 1989년 3000m 이상의 거리에서 세계 실내 타이틀을 우승하기도 하였다.
부상으로 인하여 1992년 바르셀로나 올림픽을 놓친 후, 그의 경력을 점차 소멸하였다.
로스앤젤레스 올림픽이 열리기 1년전인 1983년에 카디야 스히르와 결혼하고, 현재 그는 플로리다주 올랜도에 살고있다.